# Jennifer Holliday

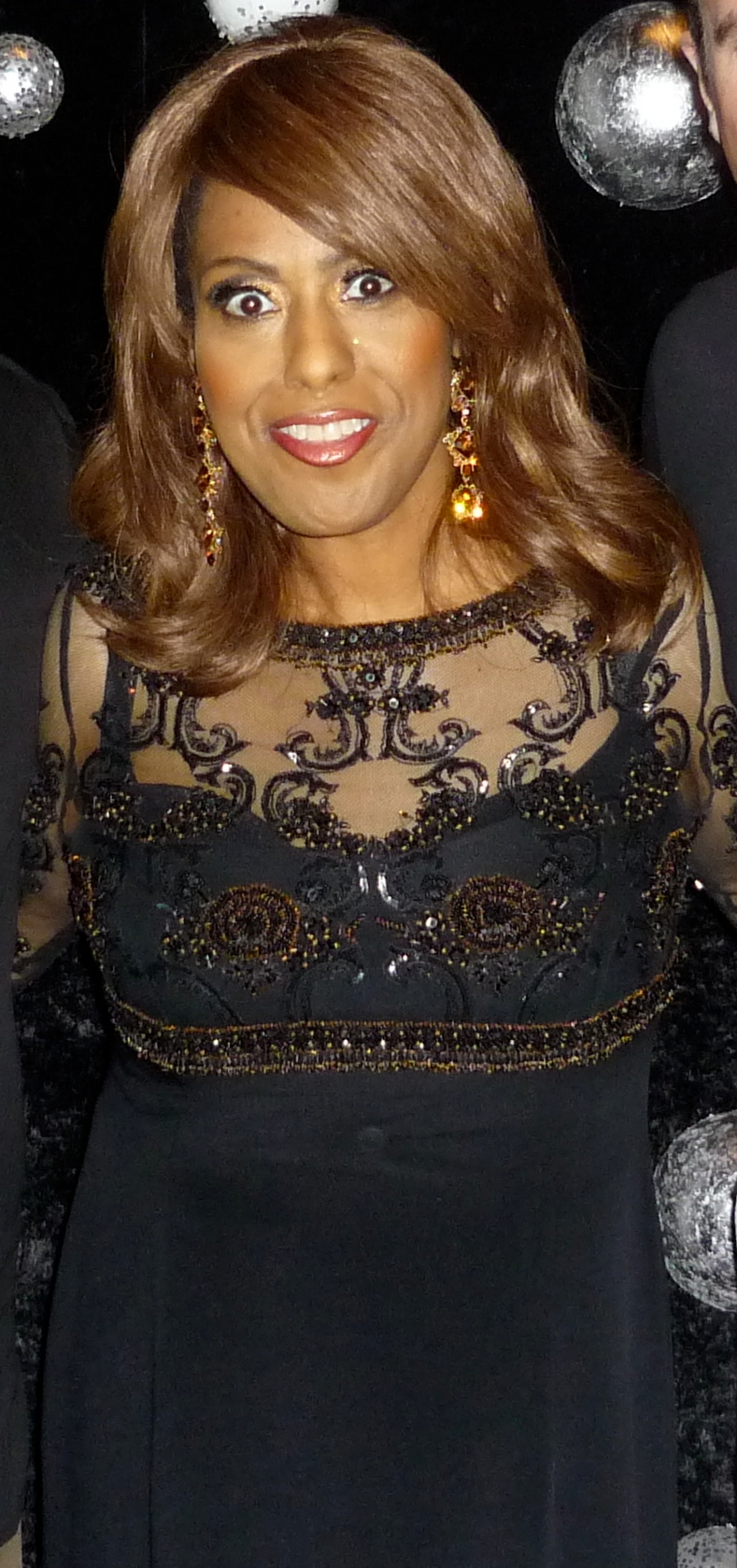
Jennifer Holliday (2007)

Jennifer Yvette Holliday (* 19. Oktober 1960 in Riverside, Texas) ist eine US-amerikanische Musical- und R&B-Sängerin und gelegentliche Schauspielerin, die vor allen Dingen durch das Broadway-Musical Dreamgirls berühmt wurde. Sie erhielt auf dem Höhepunkt ihres Erfolgs einen Tony sowie für den Hit aus dem Musical, And I Am Telling You I’m Not Going, einen Grammy für die beste R&B-Gesangsleistung einer Sängerin. In den folgenden Jahren etablierte sie sich zwar auf dem R&B- und Dance-Markt, konnte aber nie richtig an den Erfolg von Dreamgirls anknüpfen.

## Karriere
Jennifer Holliday sang bereits als kleines Kind in der Kirche. Ihre Broadway-Karriere begann im Jahre 1980 in dem Stück Your Arms Too Short to Box With God, dessen Erfolg schließlich die Macher des Musicals Dreamgirls auf die Sängerin aufmerksam machte. Ihre Darstellung der Effie White machte Holliday über Nacht zum Star. Sie erhielt für ihre Leistung 1982 zahlreiche wichtige Preise, darunter den Tony, den Drama Desk Award sowie den Theatre Award. Als beste R&B-Sängerin des Jahres konnte sie 1983 für das Lied And I Am Telling You I’m Not Going auch einen Grammy in Empfang nehmen und sich dabei gegen langjährige Superstars wie Aretha Franklin, Diana Ross oder Donna Summer durchsetzen. Als Single schaffte And I Am Telling You I’m Not Going einen Platz 22 in den Pop- sowie den Spitzenplatz in den R&B-Charts der Vereinigten Staaten. Mit I Am Changing wurde auch die zweite große Ballade des Musicals als Single veröffentlicht, diese war aber nur in den R&B-Charts erfolgreich (Platz 29). Holliday trat noch bis 1984 in Dreamgirls auf, danach bemühte sie sich um eine Plattenkarriere abseits der Musicalbühne.
Holliday erhielt einen Solovertrag bei Geffen Records, jener Plattenfirma, die auch schon die Dreamgirls-Aufnahmen veröffentlicht hatte. Ihr Debüt-Album Feel My Soul erschien 1983 und wurde von Maurice White (Earth, Wind & Fire) produziert. Mit der ausgekoppelten Ballade  I Am Love knüpfte Holliday an die stimmgewaltigen vorherigen Singles an, erreichte in den Vereinigten Staaten aber nur einen Platz 49. In den R&B-Charts feierte sie dagegen auf Platz 2 einen weiteren großen Erfolg. Feel My Soul enthält mit This Day auch eine Komposition des Gospel-Musikers Edwin Hawkins. Für das Nachfolgewerk Say You Love Me (1985) arbeitete Holliday mit einer Anzahl von unterschiedlichen Produzenten zusammen, sie selbst fungierte als ausführende Produzentin. Das Eröffnungslied You’re the One wurde von Michael Jackson als Komponist und Produzent verantwortet. Arthur Baker produzierte dagegen die beiden ersten Singles, Hard Times for Lovers und No Frills Love, beide erfolgreich in den R&B-Charts, allerdings erneut bescheiden in den Pop-Hitlisten. No Frills Love bescherte Holliday allerdings die erste Nummer eins in den Dance-Charts der Vereinigten Staaten. Als bemerkenswerter Abschluss des Albums Say You Love Me diente eine von Tommy LiPuma produzierte Version des Duke-Ellington-Klassikers Come Sunday, die Hollidays Wandlungsfähigkeit unter Beweis stellte und ihr erneut einen Grammy einbrachte. Noch 1985 trat die Sängerin außerdem in dem Musical Sing, Mahalia, Sing als Mahalia Jackson auf. Die Rolle war zuvor Aretha Franklin angeboten worden.
Auch das 1987er Album Get Close to my Love wurde von diversen Produzenten verantwortet, Holliday übernahm erneut die ausführende Rolle. Das Eröffnungslied New at It wurde von Ashford & Simpson geschrieben, Michael McDonald und David Pack (Ambrosia) steuerten He Ain’t Special (He’s Just the One I Love) bei und Tommy LiPuma produzierte gleich vier Songs. Die erste Single Heart on the Line scheiterte allerdings an den Top-40 der R&B-Charts und Holliday verlor in der Folge ihren Plattenvertrag. 1991 kehrte sie mit einem neuen Plattenvertrag bei Arista und der CD I’m on Your Side zurück. Der Titelsong war auf Platz 10 der bislang letzte Top-10-Erfolg von Holliday in den R&B-Charts.
Mit dem Album On & On (1994) wandte sich Holliday der Gospel-Musik zu. Unwesentlich später bekam ihre Karriere wieder neuen Schwung, unter anderem durch eine Sammlung ihrer größten Hits (The Best of Jennifer Holliday), einem Remix von No Frills Love (1996) sowie den Singles A Woman’s Got the Power (1999) und Think It Over (2000), einem Remake eines alten Disco-Hits von Cissy Houston. Alle Songs waren große Erfolge auf dem Dance-Markt, No Frills Love und Think It Over schafften sogar den Sprung auf Platz eins der entsprechenden Charts. Auch als Schauspielerin trat Holliday in Erscheinung: Zwischen 1997 und 2001 war sie als Lisa Knowles in einigen Folgen der Serie Ally McBeal zu sehen. Rollen in den Serien Ein Hauch von Himmel und Hang Time sowie dem Film The Rising Place schlossen sich an. Im Jahr 2000 erhielt sie außerdem die Ehrendoktorwürde im Fach Musik vom Berklee College of Music in Boston. 2001 kehrte sie an den Broadway zurück und trat in dem Musical Chicago als Mama Morton auf.
2006 kam eine Filmversion von Dreamgirls in die Kinos, unter anderem mit Beyoncé und Jennifer Hudson, die jene Rolle besetzte, mit der Holliday einst berühmt geworden war. Holliday selbst erhielt keine Rolle in dem Film, ein Umstand, der die Sängerin nach eigener Aussage sehr enttäuschte. Im Jahre 2011 veröffentlichte sie ein neues Gospel-Album.
Von März bis April 2022 nahm Holliday als Miss Teddy an der siebten Staffel der US-amerikanischen Version von The Masked Singer teil, bei der sie den achten von 15 Plätzen erreichte.

## Privat
Jennifer Holliday war zweimal verheiratet. Die Ehe mit Billy Meadows scheiterte 1991 bereits nach wenigen Monaten. Zeitgleich sorgte die seit jungen Jahren übergewichtige Sängerin für Schlagzeilen mit einer Diät, bei der sie rund 55 Kilogramm verlor. Anfang 1993 heiratete Holliday den Pastor und Gospel-Musiker Andre Woods, das Paar trennte sich nach kaum zwei Jahren.

## Diskografie

### Studioalben
| Jahr | Titel            | Höchstplatzierung, Gesamtwochen, AuszeichnungChartplatzierungen (Jahr, Titel, Platzierungen, Wochen, Auszeichnungen, Anmerkungen) | Höchstplatzierung, Gesamtwochen, AuszeichnungChartplatzierungen (Jahr, Titel, Platzierungen, Wochen, Auszeichnungen, Anmerkungen) | Anmerkungen                        |
| Jahr | Titel            | UK | US | Anmerkungen                        |
| ---- | ---------------- | --- | --- | ---------------------------------- |
| 1983 | Feel My Soul     | — | US31 (22 Wo.)US | Erstveröffentlichung: Oktober 1983 |
| 1985 | Say You Love Me  | — | US110 (14 Wo.)US | Erstveröffentlichung: August 1985  |
| 1991 | I’m on Your Side | — | US184 (1 Wo.)US | Erstveröffentlichung: Juli 1991    |

Weitere Veröffentlichungen:
- 1987: Get Close to My Love
- 1994: On & On...
- 1996: The Best of
- 2000: The Millennium Collection: The Best of
- 2011: Goodness & Mercy
- 2014: The Song Is You

### Singles
| Jahr | Titel Album                                                                 | Höchstplatzierung, Gesamtwochen, AuszeichnungChartplatzierungen (Jahr, Titel, Album, Platzierungen, Wochen, Auszeichnungen, Anmerkungen) | Höchstplatzierung, Gesamtwochen, AuszeichnungChartplatzierungen (Jahr, Titel, Album, Platzierungen, Wochen, Auszeichnungen, Anmerkungen) | Anmerkungen                          |
| Jahr | Titel Album                                                                 | UK | US | Anmerkungen                          |
| ---- | --------------------------------------------------------------------------- | --- | --- | ------------------------------------ |
| 1982 | And I Am Telling You I’m Not Going Dreamgirls: Original Broadway Cast Album | UK32 (6 Wo.)UK | US22 (14 Wo.)US | Erstveröffentlichung: Juni 1982      |
| 1983 | I Am Love Feel My Soul                                                      | — | US49 (11 Wo.)US | Erstveröffentlichung: Oktober 1983   |
| 1985 | Hard Time for Lovers Say You Love Me                                        | UK82 (5 Wo.)UK | US69 (7 Wo.)US | Erstveröffentlichung: September 1985 |
| 1986 | No Frills Love Say You Love Me                                              | — | US87 (3 Wo.)US | Erstveröffentlichung: Januar 1986    |